# Paris, Texas (phim)
Paris, Texas là bộ phim điện ảnh Tây Đức, có sự hợp tác với Pháp, Anh và quay tại Mỹ, do Wim Wenders đạo diễn, với sự tham gia của Harry Dean Stanton, Dean Stockwell, Nastassja Kinski, và Hunter Carson. Phim giành giải Cành cọ vàng, Giải thưởng FIPRESCI và Giải thưởng của Ban giám khảo Đại kết tại Liên hoan phim Cannes 1960, giải BAFTA đạo diễn xuất sắc và đề cử giải BAFTA cho phim hay nhất, một số giải của Đức, Đan Mạch, Ý.

## Nội dung
Travis Henderson đang lang thang qua sa mạc phía Tây Texas, hoang mang và cầm một bình nước rỗng. Anh ta lang thang vào một cửa hàng tiện lợi, mở một tủ đông và bắt đầu ăn đá trước khi bất tỉnh. Một bác sĩ kiểm tra Travis và phát hiện ra rằng anh ta bị tắt tiếng. Bác sĩ lục ví của Travis và tìm thấy một mảnh giấy có tên anh và số điện thoại trên đó. Bác sĩ gọi số điện thoại, nó thuộc về Walt Henderson, anh trai của Travis.
Walt đi từ Los Angeles đếnTerlingua, Texas, để đón Travis, người mà anh ta cho là đã chết sau khi không nhận được tin tức gì trong bốn năm. Vợ của Walt là Anne, lo lắng vì cô và Walt đã nhận nuôi con trai của Travis, Hunter, vì mẹ ruột của Hunter là Jane, đã rời khỏi cuộc sống của anh trong nhiều năm. Walt tìm thấy Travis lang thang hàng dặm trên đường.
Hai anh em bắt đầu chuyến đi đường lộ trở về Los Angeles. Walt ngày càng thất vọng và khó chịu với sự câm lặng của Travis và đối mặt với anh ta về sự biến mất và bỏ rơi Hunter của anh ta. Khi nhắc đến Hunter, Travis bắt đầu khóc nhưng vẫn không nói gì. Ngày hôm sau, Travis cuối cùng cũng bắt đầu nói và lấy ra một bức ảnh về một mảnh đất, giải thích rằng anh ta đã mua một bất động sản ở Paris, tiểu bang Texas.
Hai anh em đến Los Angeles, nơi Walt và Anne sở hữu một ngôi nhà ở Đồi Verdugo nhìn ra Sân bay Burbank. Ở đó, Travis được đoàn tụ với Hunter, cậu nhỏ có rất ít hồi ức về cha mình và ban đầu nhút nhát khi ở bên anh ta. Walt cho Hunter xem những video cũ về họ và Jane, và sau sự kiên trì của Travis, Hunter cảm thấy thoải mái khi ở bên cha mình. Trong một đêm, Anne nói với Travis rằng Jane gửi các khoản thanh toán hàng tháng vào tài khoản ngân hàng cho Hunter, và ngân hàng đang ở trong Houston. Travis trở nên quyết tâm tìm Jane và nói với Hunter rằng anh ta phải rời đi vào đêm hôm sau. Hunter nói với Travis rằng mình cũng muốn đi cùng anh ấy, mặc dù họ không có sự cho phép của Walt và Anne.
Travis và Hunter bắt tay vào một chuyến đi đường dài đến Houston, với sự gắn kết và ngày càng thân thiết hơn. Họ đến ngân hàng vào ngày tiền gửi dự kiến và lên kế hoạch xác định vị trí xe của Jane. Hunter phát hiện Jane lái xe rời đi khỏi ngân hàng, họ liền đi theo chiếc xe của cô ấy đến một câu lạc bộ peep show - nơi cô ấy làm việc. Travis đi vào trong khi Hunter đợi trong xe. Chương trình nhìn trộm được thiết kế để khách hàng ngồi ở một bên của gương một chiều với hệ thống liên lạc điện thoại cho người biểu diễn. Khi Jane bước vào phòng, Travis không thể nói được và nhanh chóng rời đi mà không nói gì thêm vài lời với cô ấy. Travis tức giận, lái xe đến một quán bar và uống rượu trong khi Hunter phàn nàn.
Ngày hôm sau, Travis để Hunter ở khách sạn và đến nơi làm việc của Jane. Trong phòng của Jane, anh ấy xoay chiếc ghế của mình để quay mặt ra xa tránh nhìn cô ấy. Trên điện thoại, anh kể cho cô nghe một câu chuyện mơ hồ về một người đàn ông và một người phụ nữ trẻ hơn gặp nhau, nhanh chóng yêu nhau, kết hôn và có một đứa con. Jane ban đầu bối rối nhưng sớm nhận ra đó là Travis. Anh ấy nói với cô ấy rằng sau khi đứa trẻ chào đời, người vợ trở nên cáu kỉnh và tức giận, và khao khát một lối thoát. Cô ấy sẽ mơ về việc chạy khỏa thân xuống đường cao tốc, nhưng ngay khi cô ấy chuẩn bị rời đi, anh ta sẽ xuất hiện và ngăn cô ấy lại. Người chồng hiện đang nghiện rượu, lo sợ vợ mình sẽ ra đi, đã buộc chuông bò vào chân cô ấy để anh ta có thể nghe thấy nếu cô ấy rời đi vào ban đêm. Vào một đêm, người vợ - đã nhét tất vào chuông bò để chặn âm thanh kêu lên và lẻn trốn thành công, mặc dù người chồng đã bắt được cô ấy và kéo cô ấy về nhà. Anh ta buộc cô ấy vào bếp bằng thắt lưng của mình và đi ngủ. Khi anh ta tỉnh dậy, ngôi nhà đang bốc cháy, và vợ con đã biến mất.
Jane tắt đèn ở bên cạnh và cuối cùng cũng nhìn thấy Travis. Cô ấy bày tỏ nỗi đau và sự hối tiếc về việc nhớ tuổi thơ của Hunter. Travis nói với Jane rằng Hunter đang ở Houston chờ cô ấy và cho cô ấy số phòng của Hunter. Jane và Hunter đoàn tụ trong khi Travis quan sát từ bãi đậu xe. Travis lái xe đi trên con đường và khóc.

## Diễn viên
- Harry Dean Stanton as Travis Henderson
- Sam Berry as Gas Station Attendant
- Bernhard Wicki as Doctor Ulmer
- Dean Stockwell as Walt Henderson
- Aurore Clément as Anne Henderson
- Claresie Mobley as Car Rental Clerk
- Hunter Carson as Hunter Henderson
- Viva as Woman on TV
- Socorro Valdez as Carmelita
- Edward Fayton as Hunter's Friend
- Justin Hogg as Hunter (age 3)
- Nastassja Kinski as Jane Henderson
- Tom Farrell as Screaming Man
- John Lurie as Slater
- Jeni Vici as Stretch